# Svante Nilsson (Sture)
Svante Nilsson, född ca 1460 på Penningby slott i Uppland, död 31 december 1511 eller 2 januari 1512 på Västerås slott, son till Nils Bosson (Sture), var svenskt riksråd och Sveriges riksföreståndare från 1504 till sin död.

## Biografi
Svante Nilsson kallade sig själv aldrig för Sture (vilket heller aldrig användes av hans samtid), då hans far var av ätten Natt och Dag. Dock lade fadern till moderns namn Sture och skapade därmed förgreningen yngre Stureätten.
Om hans ungdom är nästan inget känt. 1482 inträdde han i riksrådet där fadern hade en framträdande roll, och 1483 blev han ledamot i den församling delegater som sändes till Köpenhamn att förhandla med de danska och norska riksråden om de villkor kung Hans måste uppfylla för att erkännas som kung. Villkoren sammanfattades samma år i Kalmar recess. Den gav riksrådet en dominerande roll inom den svenska rikspolitiken och gjorde kungen och riksföreståndaren helt beroende av det. I Sverige kunde Sten Sture den äldre hindra recessens fullföljande genom en utstuderad förhalningstaktik. Han fick bistånd från Svante Nilsson, genom att tilldela honom betydande och inkomstbringande förläningar, 1484 fick han Örebro slott med tillhörande län. Svante Nilsson stödde även Sten Sture i hans kamp mot Ivar Axelsson i hopp om att få överta delar av dennes förläningar, och 1487 belägrade och intog han Stegeborg, och hoppades då få det som förläning. Sten Sture gav dock bort det till en annan adelsman. Han visade även avoghet mot Svante Nilssons far genom att dra in hans förläning av Västerås slott med tillhörande län. Under Sturarnas ryska krig lämnades efter en tid ansvaret för krigföringen över på Knut Posse och Svante Nilsson, som lyckades slå tillbaka det ryska anfallet och inta Ivangorod. Efter insatsen krävde Svante Nilsson ersättning från Sten Sture för de kostnader han haft i samband med kriget, men riksföreståndaren avvisade kraven med hänvisning till att det var varje läntagares plikt att delta i försvaret av landet. Svante Nilsson lämnade då i protest Finland, och anklagades då av Sten Sture för att vara "fältflyktig". Hemma i Sverige anslöt sig Svante Nilsson till de inom riksrådet som uppsagt Sten Sture tro och loven och börjat förhandla med kung Hans. För att försvara Stockholm mot kungens trupper hade Sten Sture kallat in dalkarlarna till undsättning, men de besegrades i slaget vid Rotebro, där Svante Nilsson deltog på dansk sida.
Kung Hans erkändes nu som svensk kung, sedan Sten Sture frivilligt avsagt sig riksföreståndarämbetet, och i gengäld fått omfattande förläningar i Finland och Sverige. Det tvingade kungen att i övrigt vara återhållsam med förläningar. Svante Nilsson fick nöja sig med att 1497 dubbas till riddare och få titeln rikets marsk. Efterhand började dock kung Hans att återkräva Sten Sture på dennes förläningar. Han gav dem dock inte till svenska frälsemän utan till trogna danska och tyska anhängare. Det ledde till missnöje bland de svenska riksråden, och 1501 uppsade de honom tro och lydnad. Genom förmedling av Hemming Gadh försonades Svante Nilsson och Sten Sture, och Svante Nilsson gick med på att Sten Sture återinsattes som riksföreståndare. Efter dennes död 1503 utsåg rådet Svante Nilsson till riksföreståndare, men ställde som villkor att han i viktiga ärenden skulle höra rådet. Rådet krävde också att få vara delaktiga fredsförhandlingarna. I anslutning till riksföreståndarvalet sändes delegater till Köpenhamn att förhandla om villkoren för fred. I Köpenhamn kom man överens med de danska om ett möte i Kalmar 1505.
Kung Hans anlände till mötet i Kalmar, men några svenska förhandlare dök inte upp. Kungen satte då med sina riksråd upp en domstol som dömde svenskarna som majestätsförbrytare och tilldömde honom Sverige. Domen kom att stadfästas av både påven och den tysk-romerske kejsaren, men fick inget genomslag, då Svante Nilsson nu inledde samma förhalningspolitik som Sten Sture tidigare fört. Inför mötet i Kalmar hade ett rådsmöte hållits för att besluta vilka som skulle representera riket i Kalmar, men sedan saboterat mötet. Det hela slutade i kaos, och någon delegation skickades aldrig. I kriget som följde hade Svante Nilsson till en början framgång. Hösten 1506 intogs Kalmar. Situationen försämrades dock 1507 genom att kung Hans förmådde hanseaterna att avbryta all handel på Sverige. Den gav den av Jakob Ulfsson ledda majoriteten i rikrrådet argument för att söka en uppgörelse med kung Hans. Efter en serie förhandlingar 1507–1509 accepterade rådsmajoriteten de krav kung Hans ställt upp för fred, nämligen att han eller hans son Kristian skulle erkännas som kung eller svenskarna betala honom en årlig tribut. Svante Nilsson vände sedan han förlorat riksrådets stöd i stället till allmogen, vilket hans rådgivare Hemming Gadh, Peder Sunnanväder och Arvid Siggesson länge pläderat för. Han hade företagit vissa agitationsresor för att få allmogen på sin sida även tidigare, men det hade varit med begränsad framgång, särskilt som han tidigare slagits mot dem på kung Hans sida. Hans fogdar hade inte heller uppträtt på ett sätt som gjorde allmogen vänligt sinnad. När kung Hans hade ställt upp sina krav att antingen han eller Kristian bli kung, eller svenskarna betala tribut, hade han dock ställt upp krav som allmogen gärna ville strida mot. Situationen förbättrades även att av Lübeck 1509 startade krig mot Danmark och började sända understöd till Sverige. I ett fälttåg 1510 lyckades han erövra både Kalmar slott och Borgholm. Trots framgångarna hårdnade oppositionen i Sverige, och vid ett möte i Stockholm 1511 beslutade riksrådet att uppsäga Svante Nilsson tro och lydnad. Svante Nilsson försökte hänvisa till allmogens ställningstagande, men var nu sjuk och hade svårt att genomdriva sina krav. Det hela slutade i en förlikning om slutuppgörelse i Arboga nyåret 1512 dit även representanter för ständerna skulle kallas. Innan dess avled Svante Nilsson på Västerås slott.
Dödsorsaken har traditionellt ansetts ha varit en slaganfall. Studier av Nils Thyresson har visat att Svante Nilsson åtminstone från 1499 led av syfilis, och att hans slaganfall troligen var orsakad av kardiovaskulär syfilis i tredje stadiet.
Från 1504 innehade Svante Nilsson bland annat Korsholm i Österbotten som förläning. 1505 pantsatte han kungsgården och länet till Erik Turesson.
- Begravd i Västerås domkyrka.

Gift:
1. tidigast 1486 med Iliana Erengislasdotter (Gädda), dog 1495
2. 1504 med Mette Ivarsdotter (Dyre).

Barn (med Iliana):
- Sten Sture den yngre.